# 通透性 (資料壓縮)
在數據壓縮和心理聲學中，通透性（Transparency）指的是資料在失真壓縮的結果下，以人類感官上來說，與未壓縮的資料並無區別。 換句話說，經通透壓縮後的檔案，基本上難以被察覺資料有失真的現象。
通透性閾值是給定達到通透性的值，該值通常用來描述壓縮資料的位元速率。例如，將PCM轉換至VBR MP3的通透性閾值是介於的 175 和 245 kbit/s , 44.1 kHz，（若使用 LAME 編碼器的話，參數需要設定爲 -v 0 至 -v 3）。這意味著當正在播放以這些位元速率編碼的MP3時，它難以與原始的PCM區分。
通透性（如聲音或影片的品質）是很主觀的。它最大程度上取決於聽眾對於失真的熟悉程度，他們意識到失真可能存在；在較小程度上取決於壓縮方法、位元速率、輸入特性、以及收聽／觀看條件和設備。儘管如此，「壓縮選項『應該』為大多數的設備上提供通透性的結果」有時會形成一種普遍共識。由於壓縮、錄製、和播放技術的主觀性和不斷變化的性質，這些意見應僅被視為粗略估計而非既定事實。 
判斷通透性有一定的困難性，由於觀察者期望效應，在其主觀喜歡／不喜歡特定壓縮的方法在情緒上會影響他們的判斷。這種偏見通常被稱為安慰劑效應，該名詞與在醫療上所使用的術語稍有不同。
科學家證明，雙盲者測試非通透性的壓縮方法可能是有用的。利用ABX方法，對測試者表示兩個樣本爲相同的，並進行測試，但實際上是不同的。
所有的無損數據壓縮的方法都具有通透性。然而，雙盲者的測試仍然可以顯現出感知差異。

## 外部連結
- "透明度" （页面存档备份，存于）、氢声音Wiki